# Tadla-Azilal

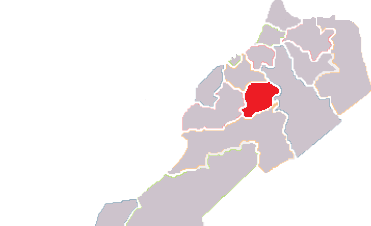
Läge i Marocko.

Tadla-Azilal var 1997–2015 en av Marockos regioner. Den hade 1 450 519 invånare (2 september 2004) på en yta av 17 209 km². Regionens administrativa huvudort var Béni Mellal.

## Administrativ indelning
Regionen var indelad i två provinser, Azilal och  Béni Mellal. 

## Större städer
Invånarantal enligt folkräkning (2 september 2004)
- Béni Mellal (163 286)
- Fquih Ben Salah (82 446)
- Souk Sebt Oulad Nemma (51 049)
- Kasba Tadla (40 898)
- Azilal (27 719)